# Ducat de Túscia

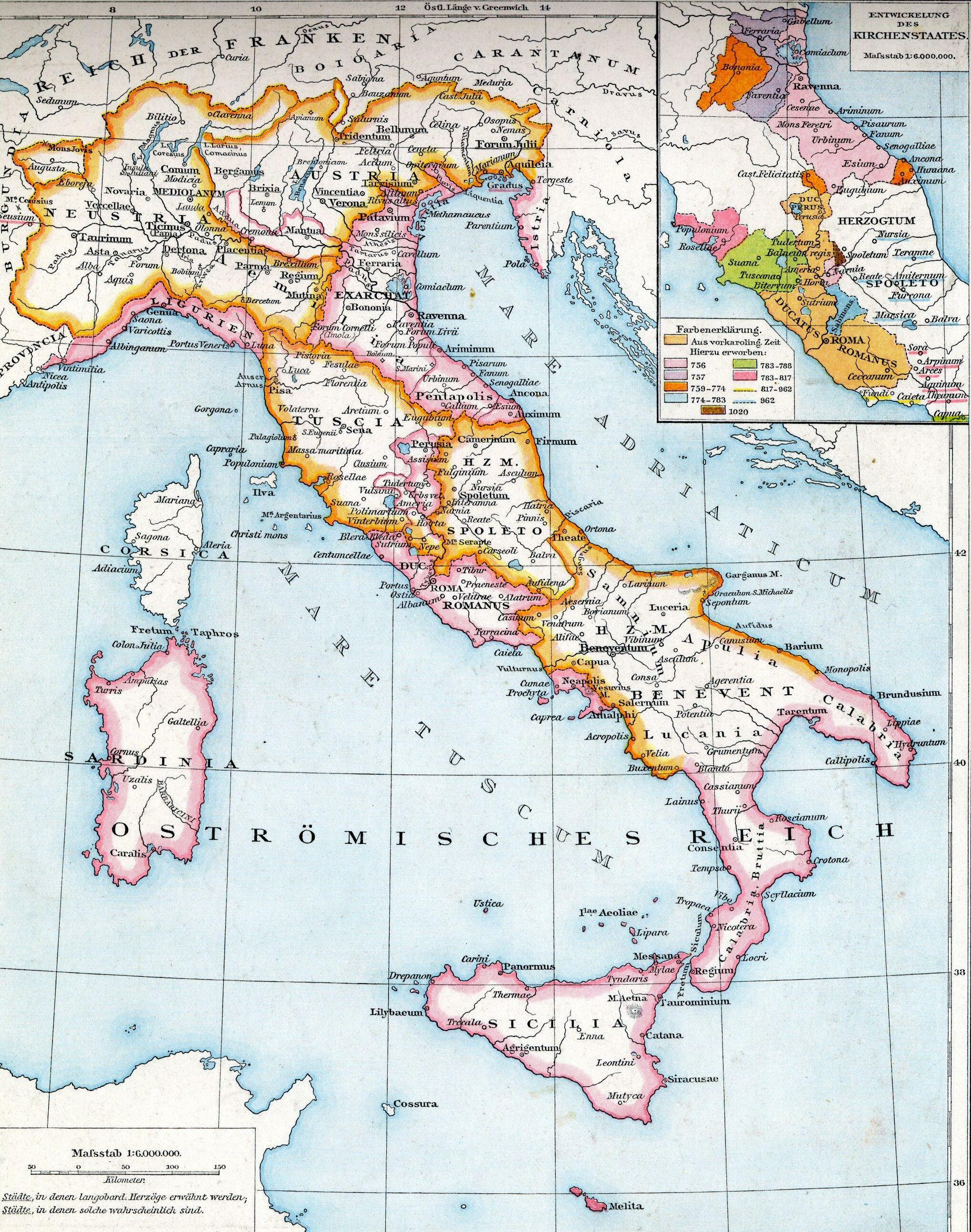
Possessions dels longobards a Itàlia:
Regne Longobard (Nèustria, Àustria i Túscia) i els ducats longobards d'Spoleto i Benevento.

El ducat de Túscia (Tuscia) o, inicialment ducat de Lucca, va ser un ducat longobard al centre d'Itàlia, que incloïa gran part de l'actual Toscana i de la província de Viterbo. Després de l'ocupació dels territoris pertanyents als romans d'Orient, els llombards van fundar aquest pròsper ducat que, entre altres centres, comptava amb Florència. Lucca fou la capital del ducat; es trobava al llarg de la Via Francigena, i fou la residència del duc, dux et iudex segons s'indica en els documents. El ducat, fundat l'any 574 després de l'ocupació longobarda de Túscia, va continuar en la seva evolució històrica en l'època post-carolíngia, amb la formació de la marca de Túscia.

## Territori
En el moment de la seva creació, limitava a l'oest amb el mar Tirrè i la resta amb l'Exarcat de Ravenna. La plana de Pisa no va caure en mans longobardas fins mig segle més tard.

## L'ocupació longobarda de Túscia (574-680)
D'acord amb la historiografia més recent, Lucca i Spoleto foren els primers ducats que es van formar després de la mort del rei Alboí, durant el període d'anarquia o govern dels ducs (des de 574 aproximadament), a la part central de la Túscia o Toscana. Els ducats van ser establerts per les tropes longobardes que escapaven del control reial. El ducat de Lucca custodiava la ruta final de la Via Aurèlia, que de Pisa portava a Lucca, i d'allí - a través de la Garfagnana i Lunigiana - arribava a Luni (Ortonovo).
Des del principi, el ducat es va enfrontar amb el problema de les inundacions de l'Auserculus (el riu Serchio) que envolta Lucca. La tradició diu que la recuperació de terres fou obre de sant Fredià, bisbe de Lucca, amb l'obertura d'una nova boca del riu que va desaiguar llavors directament al mar.
Al final del segle vi els longobards van reprendre la penetració a Túscia, amb la conquesta de diversos castra, fortificacions romanes d'Orient preparades per contenir l'ocupació longobarda. La història de les nombroses incursions dels longobards es descriu de la següent manera: després del 590 va caure la Garfagnana, ocupada per la milícia de Teodolinda (reina 589 al 616) que va transformar el Castrum Aghinolfi (Montignoso) en fortalesa longobarda. Després del 591 Gumarit (Gummarith), duc de Lucca, va entrar al poble de Populonia ocupant el castrum de Poggio di Castello i provocant la fugida dels residents cap a l'illa d'Elba, amb el seu bisbe, sant Cerbó. Cap al final del 592, encara en lluita amb els romans d'Orient, els longobards es van apoderar de Sovana i Roselle.
En 593 el rei Agilulf, penetrant pels passos dels Apenins centrals, amb el seu exèrcit, va arribar a la frontera del ducat de Roma, ocupant Balneus Regis (Bagnoregio) e Urbs Vetus (Orvieto). El 644 el rei Rotari va conquerir Luni, castrum a l'extrem nord de Túscia. Aquesta fou la darrera conquesta de Rotari, que va marcar la fi de l'expansió per la Túscia (Tuscia Longobardorum), que va quedar limitada al sud amb el territori de la Túscia romana d'Orient (part de facto del ducat romà), dominada per la creixent autoritat papal. Els límits entre els dos territoris, negociat en el tractat de pau entre el rei Perctarit i l'emperador d'Orient Constantí IV, el 680, van restar estables de manera permanent.

## El ducat de Túscia el regne longobard (680-774)
En l'últim període de l'ocupació longobarda, Lucca va ser capaç de dominar gairebé tot el territori veí. Durant molt de temps la capital de Túscia, va ser la llar de molts dels reis llombards, ciutat privilegiada per la seva història passada, per les comunicacions per carretera fa encara més convenient l'obertura de la Via Romea després Francigena. Després de la conversió dels llombards al catolicisme, el territori de la diòcesi i el seu patrimoni eclesiàstic es va ampliar considerablement: el territori al sud de Luni, entre Massa i Montignoso, va quedar inclòs en la diòcesi de Lucca. El 713 els llombards, amb el bisbe Balsari, van construir l'església de Sant Miniato. Al final del període llombard, el territori del ducat coincidia amb el de la diòcesi, incloent-hi els territoris de la Val d'Elsa i la Maremma toscana, amb Roselle i Sovana. Les condicions econòmiques del ducat van progressar significativament tant en l'agricultura com en el comerç, especialment en el transport marítim i fluvial. Els negotiantes, contractistes navals, va dur a terme el transport de grans i sal en nom del duc Walpert.
En la darrera part del període llombard el rei Astolf o Aistulf, en vista d'una futura confrontació amb els francs, va enviar a Desideri a la Túscia Longobarda (Tuscia Longobardorum) amb la tasca de dur a terme un gran reclutament militar. Durant la seva estada a Túscia alguns autors li atribueixen el títol de "duc de Túscia", mentre que altres rebutgen aquesta hipòtesi assenyalant en aquest context, l'absoluta manca de proves, ja que l'única font disponible - el Liber Pontificalis - descriu Desideri com "director […] a Túscia" (directu...in Tuscia), amb l'única tasca de dur a terme el reclutament militar requerit per Astolf. En ajut d'aquesta tesi i ha també la coneguda aversió d'Astolf al poder ducal, ja manifestada a Spoleto on va agafar personalment el títol de duc.
En aquest moment, fins i tot en la Túscia, on estava treballant Desideri, la seca de Lucca va encunyar tremisses (monedes longobardes) no amb la inscripció "DUX", sinó amb la de "AISTULFU-RE" al front i "LUCA FLAVIA" al revers, d'acord amb el nom pres per Lucca des de l'època d'Autari, que s'anomenava a si mateix com Flavi en deferència a la tradició romana.

## Túscia fins al final del regne longobard
El 774, després de la conquesta del regne llombard, Carlemany es va proclamar Gratia Dei rex et Francorum Langobardorum i va fer una unió personal dels dos regnes, mantenint les Longobardorum Leges, però reorganitzant el regne segons en el model franc, amb comtes en lloc de ducs, com fou el cas al ducat de Túscia que va ser reorganitzat sobre la base de comtes el 781 i va ser emmarcada amb els altres territoris ex llombards al Regnum Italiae encomanat a Pipí sota la tutela del seu pare Carles. Després es va convertir en marquesat (marcgraviat).
Vegeu Marca de Túscia o Marca de Toscana (o Marquesat de Túscia o marquesat de Toscana)

## Llista de ducs
- 576-585 Gumarit
- 585-590 Walfred
- 590-602 Arnolf
- 602-630 Ariulf
- 630-685 Tasó
- 685-714 Alovisí
- 714-? Walpert
- ?-728 Pertifunsó
- 728-730 Ramingó
- 730-? Berprand
- ?-741 Varnefred
- 741-744 Walprand
- 744 Alpert
- 744 Desideri d'Ístria
- 744-774 Taquipert
- 774- 797 Aló